# Gmina Niedźwiada
Die Gmina Niedźwiada ist eine Landgemeinde im Powiat Lubartowski der Woiwodschaft Lublin in Polen. Ihr Sitz ist das gleichnamige Dorf mit etwa 300 Einwohnern.

## Gliederung
Zur Landgemeinde Niedźwiada gehören folgende 16 Ortschaften mit einem Schulzenamt:
Berejów
Brzeźnica Bychawska
Brzeźnica Bychawska-Kolonia
Brzeźnica Książęca
Brzeźnica Książęca-Kolonia
Brzeźnica Leśna
Górka Lubartowska
Klementynów
Niedźwiada
Niedźwiada-Kolonia
Pałecznica
Pałecznica-Kolonia
Tarło
Tarło-Kolonia
Zabiele
Zabiele-Kolonia